# Fun'ya no Yasuhide
Fun'ya no Yasuhide (文屋 康秀, Date de naissance inconnue – ca. 885) est un poète de waka japonais du début de l'époque de Heian. Il fait partie des six génies de la poésie ainsi que des trente-six grands poètes et un de ses poèmes a été sélectionné dans le Hyakunin Isshu (no 22). Aristocrate de la cour de Heian, il atteint le sixième rang supérieur.
Six de ses poèmes ont été inclus dans les anthologies impériales, dont cinq dans le Kokin Wakashū. Dans la préface en kana de celui-ci, son style est ainsi commenté par Ki no Tsurayuki : « Les mots sont employés habillement, mais sans servir le sens du poème, ils sont comme un commerçant portant de beaux vêtements ». Différents commentateurs littéraires lui ont prêté une relation avec Ono no Komachi.
Son fils, Fun'ya no Asayasu est également poète.